# Дідьє Дігар
Дідьє Дігар (фр. Didier Digard, нар. 12 липня 1986, Жизор) — французький футболіст, що грав на позиції півзахисника, зокрема за молодіжну збірну Франції.

## Клубна кар'єра
Народився 12 липня 1986 року в місті Жизор. Вихованець футбольної школи клубу «Гавр». Дорослу футбольну кар'єру розпочав 2004 року в основній команді того ж клубу, в якій провів три сезони, взявши участь у 72 матчах чемпіонату.
Виступами за рідну команду зацікавив представників низки команд, зокрема англійських, утім 2007 року приєднався за 2,5 мільйони євро до столичного «Парі Сен-Жермен». У паризькому клубі мав проблеми з травмами і, як наслідок, ігровою практикою, а за рік, провівши за «ПСЖ» 16 ігор, за 4 мільйони фунтів приєднався до «Мідлсбро». Уклав з англійським клубом чотирирічний контракт. Утім провів в Англії три роки, так і не ставши гравцем основного складу.
2010 року повернувся на батьківщину, приєднавшись на умовах оренди до «Ніцци». За рік, після завершення контракту з англійцями, уклав із «Ніццею» повноцінний контракт. Більшість часу, проведеного у складі «Ніцци», був основним гравцем команди.
Протягом 2015—2017 років захищав кольори команд іспанської Ла-Ліги «Реал Бетіс» та «Осасуна», в обох маючи статус резервного гравця. Завершував ігрову кар'єру також в Іспанії, граючи протягом першої половини 2018 року за друголігову «Лорку».

## Виступи за збірні
2005 року у складі збірної Франції U-19 став переможцем тогорічної юнацької першості Європи.
Протягом 2007–2008 років залучався до складу молодіжної збірної Франції. На молодіжному рівні зіграв у 5 офіційних матчах.

## Титули і досягнення
- Чемпіон Європи (U-19): 2005